# Хвалнов-Лиски
Хвалнов-Лиски (чеш. Chvalnov-Lísky) је насељено мјесто са административним статусом сеоске општине (чеш. obec) у округу Кромјержиж, у Злинском крају, Чешка Република.

## Становништво
Према подацима о броју становника из 2014. године насеље је имало 255 становника.